# Loranzè
Loranzè is een gemeente in de Italiaanse provincie Turijn (regio Piëmont) en telt 1057 inwoners (31-12-2004). De oppervlakte bedraagt 4,2 km², de bevolkingsdichtheid is 252 inwoners per km².

## Demografie
Loranzè telt ongeveer 470 huishoudens. Het aantal inwoners daalde in de periode 1991-2001 met 5,6% volgens cijfers uit de tienjaarlijkse volkstellingen van ISTAT.
| Jaar | Inwoneraantal |
| ---- | ------------- |
| 1991 | 1062          |
| 2001 | 1003          |

## Geografie
Loranzè grenst aan de volgende gemeenten: Fiorano Canavese, Salerano Canavese, Samone, Lugnacco, Colleretto Giacosa, Parella.
1. ↑  https://demo.istat.it/?l=it.